# Gregorio de Galgano
Gregorio de Galgano, o de Gualgano o de Galganis (Monte Sant'Angelo, XII secolo – prima metà del XIII secolo), è stato un cardinale italiano.

## Biografia
Vissuto tra il XII e XIII secolo, secondo Giovanni Mario Crescimbeni fu creato dapprima cardinale diacono di Santa Maria in Portico Octaviae e in seguito promosso da papa Clemente III a cardinale presbitero di Sant'Anastasia. La notizia che de Galgano fu cardinale diacono di Santa Maria in Portico ci giunge anche da altre due fonti precedenti al Crescimbeni. Tuttavia Lorenzo Cardella critica il passaggio al titolo di Sant'Anastasia descritto da Alfonso Ciacconio e dall'erudito Carlo Antonio Erra, che definisce non abbastanza chiaro.
Inoltre il Crescimbeni avverte che Gregorio de Galgano è stato confuso dal Ciacconio con il cardinale Gregorio Teodolo, anch'esso titolare di Sant'Anastasia.
Per contro nel Dizionario biografico degli italiani, Gisela Drossbach rileva, da una lettera di papa Onorio III del 1219, che Gregorio de Galgano fu prima cardinale diacono di San Teodoro e in seguito cardinale presbitero di Santa Anastasia. Secondo la Drossbach questa sarebbe la prova che Gregorio de Galgano e il cardinale Gregorio de Crescentio – definito dalla stessa Drossbach come il successore di de Galgano alla diaconia di San Teodoro – siano stati due cardinali distinti, al contrario di ciò che si rintraccia in Hierarchia catholica medii aevi di Konrad Eubel e nel Dictionnaire d'Histoire et de Géographie Ecclésiastiques.
Stando ancora alla versione della Drossbach, le prime notizie certe circa la sua esistenza risalgono all'8 giugno 1206 e sono relative alla sua sottoscrizione a uditore del tribunale apostolico.
Nel 1207 papa Innocenzo III lo nominò legato pontificio nel Regno di Sicilia in seguito alla morte del legato Gerardo Allucingoli, cardinale diacono di Sant'Adriano al Foro; la sua permanenza nel Regno di Sicilia si prolungò fino al 1215.
Nel 1209, in qualità di legato, aprì un'indagine sul vescovo di Potenza, sul quale pendevano accuse di simonia, incompetenza e dilapidazione.
Nel 1212 il capitolo diocesano dell'arcidiocesi di Palermo nominò Parisio quale nuovo arcivescovo, tuttavia papa Innocenzo III non accettò questa designazione e chiese al capitolo di formularne una nuova. Se il capitolo non avesse provveduto alla nuova nomina, il cardinal de Galgano avrebbe dovuto scegliere il candidato su mandato del papa - ma trovandosi questi indeciso - nel settembre 1213 il papa stesso fu costretto a intervenire, trasferendo all'arcidiocesi di Palermo Berardo de Castacca, fino ad allora arcivescovo di Bari, riservando critiche al comportamento del cardinal de Galgano.
In alcune fonti si attesta che fu il tutore di Federico II di Svevia, tuttavia Gisela Drossbach afferma che questa ipotesi è stata rigettata da ulteriori studi. Riuscì a ottenere la ristrutturazione dell'esterno della Chiesa di Santa Maria Maggiore di Monte Sant'Angelo da Costanza d'Altavilla, madre di Federico II.
Si crede possa essere morto in data poco successiva alla sua ultima sottoscrizione al tribunale apostolico, avvenuta il 23 maggio 1224.